# Staehelina
- Commons
- Wikispecies

Staehelina é um género botânico pertencente à família Asteraceae.

## Espécies
Contém cerca de 8 espécies de plantas perenes, que se distribuem desde o Iraque até a Península Ibérica.
- Staehelina dubia L.

## Classificação do gênero
| Sistema | Classificação                               | Referência               |
| ------- | ------------------------------------------- | ------------------------ |
| Linné   | Classe Syngenesia, ordem Polygamia aequalis | Species plantarum (1753) |

1. ↑  «Staehelina — World Flora Online». www.worldfloraonline.org. Consultado em 19 de agosto de 2020